# Martin John Spalding
Pour les articles homonymes, voir Spalding.
Martin John Spalding, né le 23 mai 1810 à Rolling Fork (Kentucky) et mort le 7 février 1872 à Baltimore (Maryland) est un homme d'Église américain. Il fut évêque de Louisville et archevêque de Baltimore.

## Biographie

### Jeunesse et formation
Martin John Spalding est né à Rolling Fork dans le Kentucky, dans une famille d'origine britannique qui avait émigré dans le Maryland au cours du XVIIe siècle, puis dans le Kentucky en 1790. 
Martin Spalding intègre le collège St. Mary à Lebanon en 1821. Il en sort diplômé en 1826 et poursuit ses études des philosophie et de théologie au séminaire de Bardstown.
En 1830, il part à Rome suivre des cours au collège pontifical urbanien de Propagande Fide, où il obtient un doctorat de théologie.

### Prêtre
Martin Spalding est ordonné prêtre à Rome le 13 août 1834. À son retour à Bardstown, il devient recteur de la cathédrale et éditeur d'un journal catholique.
Après le transfert du siège épiscopal de Bardstown (en) à Louisville, il est nommé vicaire général du diocèse en 1844.
Ses relations avec l'évêque du diocèse, Guy Ignatius Chabrat, coadjuteur de l'évêque Benoît-Joseph Flaget, sont mauvaises et lui rendent ces tâches difficiles.

### Évêque de Louisville
Il est nommé évêque coadjuteur de Louisville le 9 mai 1848 et évêque titulaire de Lagania (de), un ancien siège épiscopal situé dans l'ancienne Galatie en Asie mineure.
Il est consacré évêque le 10 septembre 1848 par Benoît-Joseph Flaget avec comme co-consécrateurs Francis Patrick Kenrick et Richard Pius Miles (en). Il succède après la mort de Benoît-Joseph Flaget sur le siège de Louisville le 11 février 1850.
En 1852, il joue un rôle majeur au cours du premier concile de Baltimore (en).
Après la fin de la construction de la cathédrale de Louisville en 1852, il se rend en Europe. Au cours de son voyage, il invite les religieux xaviériens à rejoindre son diocèse pour créer de nouvelles écoles catholiques pour les garçons. Il participe également à la création du Collège américain de Louvain,.
Durant la Guerre de Sécession, Martin Spalding manifeste de la sympathie pour la Confédération et dénonce auprès des autorités romaines l'archevêque de Cincinnati John Baptist Purcell, partisan déclaré de l'Union,. Spalding défend toutefois une position de neutralité de la part de l'Église durant le conflit.

### Archevêque de Baltimore
Martin Spalding est nommé archevêque de Baltimore le 6 mai 1864.
Il participe au premier concile œcuménique du Vatican. Il prend position en faveur de la doctrine de l'infaillibilité pontificale et du Syllabus,.

### Décès
Il meurt le 7 février 1862 et est enterré dans la cathédrale de Baltimore.

## Succession apostolique
Martin John Spalding a ordonné les évêques suivants :
- Archevêque Jean-Baptiste Lamy (1850)
- Évêque Thomas Albert Andrew Becker (en) (1868)
- Cardinal James Gibbons (1868)

## Œuvres
- General Evidences of Catholicity (1847)
- Life, Times and Character of Benedict Joseph Flaget (1852)
- The History of the Protestant Reformation (2 volumes) (1860)
- Pastoral Letter of the Most Rev. Martin John Spalding, D. D., Archbishop of Baltimore, to the Clergy and Laity of the Archdiocese, Promulgating the Jubilee (1865)